# She Bop
Singles de Cyndi Lauper
Time After Time
(1984) All Through the Night
(1984)
Pistes de She's So Unusual
Time After Time All Through the Night
She Bop est le troisième single solo de l'artiste américaine Cyndi Lauper pour son premier album She's So Unusual et sort sous le label Epic Records le 17 février 1984. Elle est écrite par Cyndi Lauper, Stephen Broughton Lunt, Gary Corbett et Rick Chertoff qui en est aussi le producteur. Les paroles traitent de la masturbation féminine.
She Bop n'aura pas la même popularité que les deux singles précédents. Elle est cependant un succès commercial en Amérique du Nord et en Océanie mais l'est beaucoup moins en Europe. Il atteint le top 5 du Billboard Hot 100, de l'Autriche et du Canada ainsi que le top 10 en Australie, en Nouvelle-Zélande et en Suisse.
Quelque temps après sa sortie, She Bop est le sujet d'une polémique concernant les paroles de la chanson. Tipper Gore, fondatrice du Parents Music Resource Center (PMRC), l'inclut dans la liste « Filthy Fifteen » qui recense les quinze chansons déconseillées aux mineurs.

## Genèse
Après la séparation de son groupe (Blue Angel) et une période de repos, Cyndi Lauper trouve une autre direction musicale et décide de continuer dans une carrière solo,.

## Accueil

### Critiques de la presse
She Bop reçoit généralement de bonnes critiques. Kevin East de Sensible Sound estime que la chanson est « un hymne de l'auto-érotisme », dans la même idée, Sal Cinquemani de Slant Magazine dit que She Bop est « ode ironique à la masturbation ». Stephen Thomas Erlewine de AllMusic trouve que la chanson fait partie du meilleur de l'album. Il ajoute également que cette partie est « tellement forte qu'elle rend les pistes restantes - toutes agréables mais plutôt prosaïques - charmantes par leur association avec des chansons aussi brillamment vivantes » et qu'elle est « étonnante dans son uniformité ». Steve Peake de About.com la met dans son top 8 des meilleures chansons de Cyndi Lauper « non pas parce qu'elle est imaginative et provocative mais parce qu'elle montre une nouvelle facette de Lauper, un style vocal décalé ». Il ajoute que « le groove du synthé est le meilleur de la décennie ». Il remarque cependant qu'il « envisageait de ne pas la mettre dans sa liste après avoir déterminé que le seul traitement du sujet tabou de la masturbation féminine n'en fait pas un indispensable ».

### Succès dans les classements
Après sa sortie, She Bop entre dans le Billboard Hot 100 dans la semaine du 21 juillet 1984 à la 52e place. Après sept semaines, elle atteint la troisième place et conserve cette position pendant deux semaines. Au total, sa présence a duré dix-huit semaines. Elle entre également dans le classement Hot Dance Music/Club Play et atteint la dixième place. Le 17 avril 1989, She Bop est certifiée disque d'or par la Recording Industry Association of America pour la vente de 500 000 d'exemplaires. Au Canada, la chanson entre le 28 juillet 1984 dans le classement RPM à la 44e place. Le 22 septembre 1984, elle arrive à la troisième place et la garde pendant deux semaines. Elle ne ressort du classement que le 2 février 1985 soit un total de vingt-sept semaines. Le single est certifié disque d'or par la Canadian Recording Industry Association pour la vente de 10 000 exemplaires.
She Bop rencontre moins de succès en Europe. Au Royaume-Uni, la chanson entre dans le UK Singles Chart le 25 août 1984 à la 84e place puis atteint la 46e place et reste, au total, six semaines dans le classement. Elle atteint le top 10 en Autriche, Nouvelle-Zélande et Suisse. En Belgique et en Allemagne, elle se situe dans le top 30 alors qu'en France et aux Pays-Bas, elle n'atteint que les 34e et 41e places respectivement. En Australie, elle atteint le top 10 en culminant à la sixième place.

## Reprises
La chanteuse japonaise, Nana Kitade, la reprise pour son album Bondage en 2009.

## Postérité
En 1985, la chanson, dont les paroles font allusion à la masturbation, fait l'objet d'une attention médiatique particulière. Le groupe Parents Music Resource Center (PMRC) l'a incluse dans sa liste « Filthy Fifteen » (les quinze [chansons] dégoûtantes), liste qui a servi de support à la campagne morale qui a conduit à la création du logo Parental advisory.

## Versions
- Single 45 tours[23]

1. She Bop - 3:38
2. Witness - 3:38

## Crédits
- Écriture - Cyndi Lauper, G. Corbett, Rick Chertoff et Stephen Lunt
- Production - Rick Chertoff et Lennie Petze
- Mixage - Lennie Petze, Cyndi Lauper et Walter Turbitt

Source :

## Classements et certifications

### Classements
| Pays                            | Meilleure position |
| ------------------------------- | ------------------ |
| Afrique du Sud                  | 6                  |
| Allemagne                       | 19                 |
| Australie                       | 6                  |
| Autriche                        | 5                  |
| Belgique                        | 26                 |
| Canada                          | 3                  |
| France                          | 34                 |
| Nouvelle-Zélande                | 6                  |
| Royaume-Uni                     | 46                 |
| Suisse                          | 10                 |
| États-Unis Billboard Hot 100    | 3                  |
| États-Unis Hot Dance/Club Songs | 10                 |

| Pays       | Certification |
| ---------- | ------------- |
| Canada     | Or            |
| États-Unis | Or            |

## Compléments